# Saint-Léger-Magnazeix
 Saint-Léger-Magnazeix  (en occitano Sent Legíer Manhasés) es una población y comuna francesa, situada en la región de Lemosín, departamento de Alto Vienne, en el distrito de Bellac y cantón de Magnac-Laval.

## Demografía
| 980 | 872 | 772 | 649 | 589 | 533 | 513 |
| Para los censos de 1962 a 1999 la población legal corresponde a la población sin duplicidades (Fuente: INSEE [Consultar]) |     |     |     |     |     |     |